# 8418 Могамігава
8418 Могамігава (8418 Mogamigawa) — астероїд головного поясу, відкритий 10 листопада 1996 року.
Тіссеранів параметр щодо Юпітера — 3,334.